# Вики, Рафаэль
Рафаэ́ль Вики́ (фр. Raphaël Wicky; род. 26 апреля 1977, Лойгерн, Швейцария) — швейцарский футболист и футбольный тренер. Известен по выступлениям за немецкий «Гамбург» и сборную Швейцарии. Выступал за клубы «Атлетико» (Мадрид), «Вердер» (Бремен), «Сьон», «Гамбург», «Чивас США». Американский клуб стал последним в карьере футболиста. Рафаэль Вики принял решение завершить карьеру в возрасте 31 года, причиной стали постоянные травмы.

## Биография
Дебютировал в сборной в 19 лет на чемпионате Европы по 1996 года. 11 октября 2003 года сыграл лучшую игру за сборную, тогда сборная Швейцарии играла против ирландцев.

## Достижения
«Сьон»
- Чемпион Швейцарии: 1996/97
- Кубок Швейцарии: 1995, 1996

«Вердер»
- Кубок Германии: 1999

## Сборная
Сыграл за сборную 75 матчей, забил 1 гол. Участник чемпионатов Европы 1996 и 2004 годов и чемпионата мира 2006 года.

## Тренерская карьера
8 марта 2019 года был назначен главным тренером сборной США до 17 лет.
27 декабря 2019 года возглавил клуб MLS «Чикаго Файр». 30 сентября 2021 года был уволен из «Чикаго Файр» за неудовлетворительные результаты.
2 июня 2022 года был назначен главным тренером «Янг Бойз», подписав контракт на два сезона.